# Rambutanura
Genre
Rambutanura est un genre de collemboles de la famille des Neanuridae.

## Distribution
Les espèces de ce genre se rencontrent en Asie du Sud-Est et en Asie de l'Est.

## Liste des espèces
Selon Checklist of the Collembola of the World (version du 17 octobre 2019) :
- Rambutanura carcharia Smolis, 2007
- Rambutanura dawydoffi (Denis, 1934)
- Rambutanura hunanensis Jiang & Dong, 2018
- Rambutanura malayana (Yosii, 1976)
- Rambutanura yoshiiana Deharveng, 1988

## Publication originale
- Deharveng, 1988 : A new genus of neanurid Collembola from continental Southeast Asia. Canadian Journal of Zoology, vol. 66, no 3, p. 714-719.